# Sztuka porozumienia

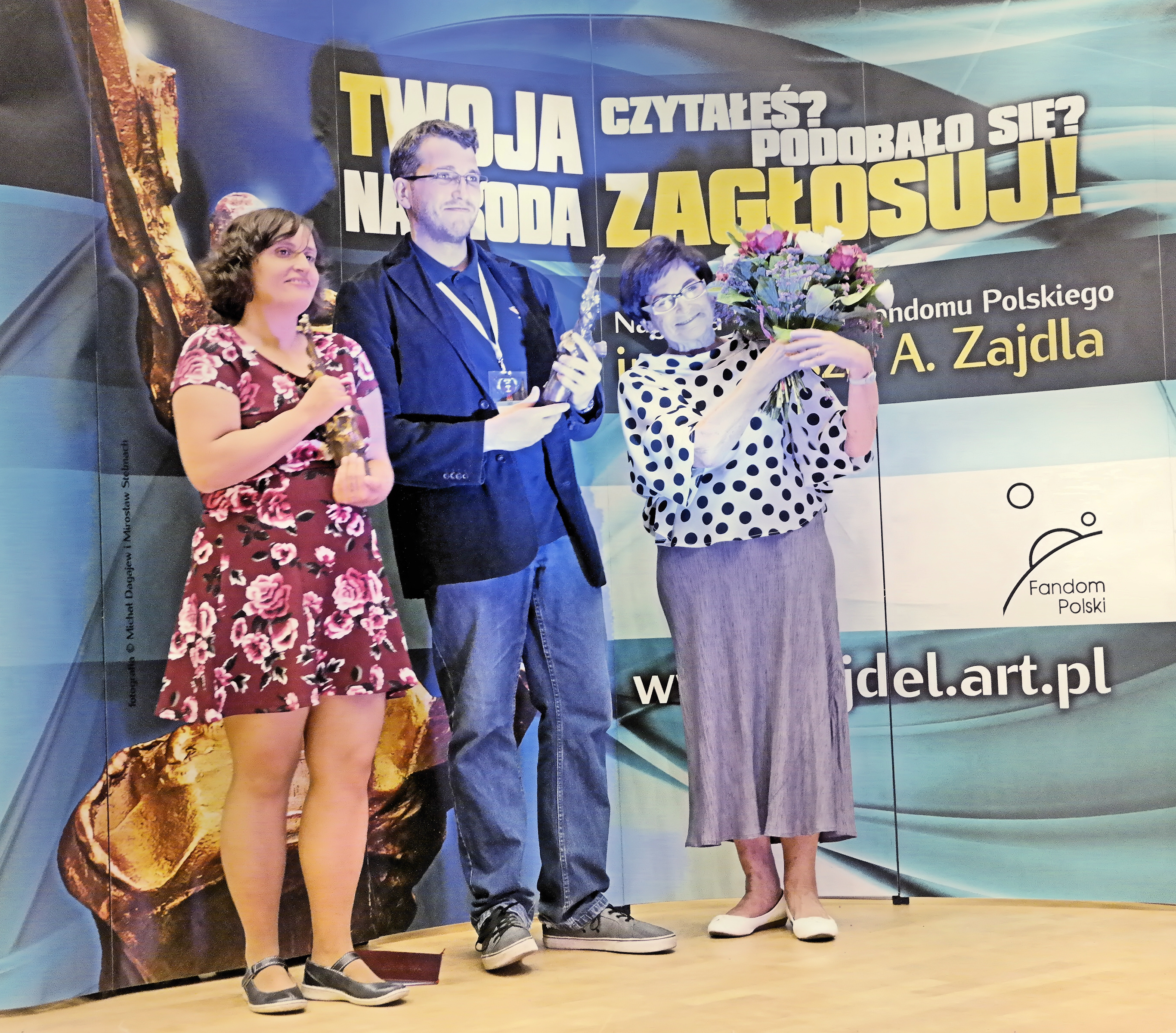
Anna Kańtoch, Michał Cholewa i Jadwiga Zajdel na gali rozdania Nagród Zajdla, Polcon 2015

Sztuka porozumienia – opowiadanie fantastyczne Anny Kańtoch z 2014 roku, nagrodzone Nagrodą im. Janusza A. Zajdla.
Opowiadanie ukazało się po raz pierwszy w antologii Światy równoległe wydanej przez Solaris.
W 2015 na Polconie w Poznaniu Anna Kańtoch otrzymała za Sztukę porozumienia Nagrodę im. Janusza A. Zajdla w kategorii najlepsze opowiadanie.
Opowiadanie było także publikowane w antologii Nagroda im. Janusza A. Zajdla 2015.

Kiedy wszedłem, już na mnie czekała – spowita w półmrok bladoskóra postać na tle panoramicznego okna, za którym ciemniała powoli Kopuła. Odwróciła się w moją stronę miękkim, kocim ruchem, suknia w kolorze błękitnego lodu zafalowała wokół zgrabnych nóg. Włosy też miała jasne, niemal białe. Jak duch albo Królowa Śniegu, która niespodziewanie zjawiła się w moim biurze.